# Algorytm scalania
Algorytm scalania jest podstawowym algorytmem używanym przy sortowaniu plików. Wykorzystuje go wiele metod operujących bezpośrednio na plikach.

## Algorytm scalania
- dane dwa pliki monotoniczne, należy je scalić w jeden. Weź dane z czoła i mniejszą przenoś na koniec pliku wyjściowego, aż jeden z plików wejściowych się skończy. Resztę dopisz na koniec pliku wyjściowego.
Możemy scalać zarówno posortowane ciągi danych występujące w plikach (serie), jak i całe pliki posortowane.
Wynikiem scalenia plików a o długości m, i b o długości n, jest posortowany plik c o długości m+n.